# Urbanus Bomm
Urbanus Bomm, OSB (* 28. Juni 1901 in Lobberich (Niederrhein) als Johannes Bomm; † 2. Oktober 1982 in Andernach) war ein deutscher Benediktiner, Abt der Abtei Maria Laach und Choralwissenschaftler.

## Leben
Johannes Bomm trat 1921 in die Abtei Maria Laach in der Eifel ein und erhielt den Ordensnamen Urbanus. 1964 wurde er zum Abt-Koadjutor des Abtes Basilius Ebel gewählt und war nach dessen Resignation 1966 bis 1977 regierender Abt von Maria Laach. Urbanus Bomm wirkte mit an den liturgischen Forschungen der Abtei im Rahmen der Liturgischen Bewegung, durch die die Liturgiereform des Zweiten Vatikanischen Konzils angebahnt wurde.
Bedeutsam war das von ihm 1927 im Benziger-Verlag erstmals herausgegebene Lateinisch-Deutsche Volksmeßbuch – das vollständige römische Messbuch für alle Tage des Jahres, mit Erklärungen und einem Choralanhang, kurz „der Bomm“ genannt, im Anklang an den „Schott“, das Messbuch von Anselm Schott.

## Werke (Auswahl)
- Der Wechsel der Modalitätsbestimmung in der Tradition der Messgesänge im IX. bis XIII. Jahrhundert und sein Einfluss auf die Tradition ihrer Melodien. Benziger Verlag, Einsiedeln-Waldshut-Köln-Straßburg 1928 (Philosophische Dissertation).
- Volksmeßbuch für die Sonn-, Feier- und Fasttage. Nach dem Römischen Missale bearbeitet.  Verlagsanstalt Benziger & Co., Einsiedeln 1927 (ab 1929 bis 1963 in zahlreichen Auflagen und verschiedenen Ausgaben herausgegeben von der Abtei Maria Laach, u. a. unter dem Titel Kleines Volksmeßbuch für die Sonn- und Feiertage, Das grosse Volksmessbuch für alle Tage des Kirchenjahres, Lateinisch-deutsches Volksmeßbuch.)
- Im Hirtenamt Christi: Heilige Bischöfe und Kanzler des deutschen Mittelalters. Schöningh-Verlag, Paderborn 1935.
- Heilige Aussaat: Die deutschen Apostel und Blutzeugen Christi. Schöningh-Verlag, Paderborn 1937 (mit Theodor Bogler)
- Kinderbüchlein für die heilige Messe. Benziger Verlag, Einsiedeln-Köln 1950 (mit Bildern von Hilde Deinhard).
- Kritische Beiträge zum Problemkreis „Deutsche Gregorianik“. Als Manuskript gedruckt. 1954.
- Die Hauptfeiern der Heiligen Woche: Palmsonntag, Gründonnerstag, Karfreitag, Osternacht. Nach der vatikanischen Ausgabe 1956 im Anschluss an das Volksmessbuch. Benziger Verlag, Einsiedeln-Köln 1957.